# 大武藝
渤海武王（：／，？—737年）諱大武藝（／），是渤海国第二代君主，在位期間719年至737年。

## 生平
唐玄宗开元元年（713年），大武艺受唐朝封为桂娄郡王。开元七年（719年），大祚荣去世，大武艺继位。唐玄宗封其左骁卫大将军、渤海郡王、忽汗州都督，约其共讨奚、契丹。后多次派遣子弟朝唐进贡。在位十八年，先后十余次遣使朝唐，贡方物，派遣学生至长安学习古今制度，加强与唐关系。

### 自建年号
大武藝棄唐朝正朔，建元為仁安。不过，在与唐朝交往时仍然用唐朝的开元年号。

### 疆域擴張
他在任期間，渤海國的疆域擴張東至綏芬河、及今俄罗斯沿海州、南至朝鮮半島大同江、西至松花江流域。史称其势益强，“东北诸夷畏臣之”。

### 大门艺事件、与唐朝冲突
仁安七年（唐开元十四年、726年），黑水靺鞨遣使通唐，唐朝在其地置黑水州，他恐腹背受击，阻碍黑水靺鞨归附唐朝，派军攻打黑水部。他亲唐的弟弟大门艺逃至长安。仁安八年（727年），派遣高仁义等二十四人出使至日本以遏制新罗，开辟日本道。仁安九年（728年），日本遣使向渤海答谢。从此渤海国一直与日本维持着很好的外交和商贸关系。仁安十三年（唐开元二十年，732年），大武艺派将军张文休率领水军跨渤海湾进攻唐朝登州（山东蓬莱），杀害登州刺史韦俊。又派兵骚扰幽州，至马都山。葛福顺奉唐玄宗之命率兵征讨渤海国。733年，新罗奉唐朝之命从南方攻击渤海，由于大雪，士卒死者过半，无功而还。大武艺十分怨恨大门艺，秘密派刺客在洛阳天津桥南暗杀大门艺，但大门艺没有死；唐玄宗命令河南府搜捕大武艺派来的刺客，把他们全部杀死。

### 去世
737年，大武藝去世，谥號武王。

## 家庭

### 弟
1. 大門藝[2]

### 儿女
1. 大都利行[3]，一說大道利行[來源請求]
2. 大蕃
3. 大钦茂
4. 大義信
5. 大勗進

## 《桓檀古记》
《桓檀古记》称大武藝被尊为光宗、武皇帝。